# Bruno Loatti
Bruno Loatti (26 de fevereiro de 1915 — 25 de setembro de 1962) foi um ciclista italiano que foi um dos atletas representantes da Itália nos Jogos Olímpicos de 1936, realizados em Moscou, na então União Soviética (agora Rússia).